# Тунгуска (приток Куржины)
Тунгуска — река в России, протекает по территории Парабельского района Томской области. Устье реки находится в 191 км от устья Куржины по левому берегу. Длина реки — 26 км.

## Данные водного реестра
По данным государственного водного реестра России относится к Верхнеобскому бассейновому округу, водохозяйственный участок реки — Кеть, речной подбассейн реки — бассейн притоков (Верхней) Оби от Чулыма до Кети. Речной бассейн реки — (Верхняя) Обь до впадения Иртыша.